# Wojnowce (gmina Kuźnica)
Wojnowce – wieś w Polsce, położona w województwie podlaskim, w powiecie sokólskim, w gminie Kuźnica.
| SIMC    | Nazwa | Rodzaj  |
| ------- | ----- | ------- |
| 0033502 | Auls  | kolonia |

W latach 1975–1998 wieś należała administracyjnie do województwa białostockiego.
Wierni kościoła rzymskokatolickiego należą do parafii Opatrzności Bożej w Kuźnicy Białostockiej.